# パーカー・メドウズ
パーカー・メドウズ（Parker Meadows, 1999年11月2日 - ）は、アメリカ合衆国ジョージア州アトランタ出身のプロ野球選手（外野手）。右投左打。MLBのデトロイト・タイガース所属。
オースティン・メドウズは実兄である。

## 経歴
2018年のMLBドラフト2巡目（全体44位）でデトロイト・タイガースから指名されプロ入り。契約金は250万ドル。傘下のルーキー級ガルフ・コーストリーグ・タイガースでプロデビューし、シーズン途中にA-級コネチカット・タイガースへ昇格。2チーム合計で28試合に出場して打率.290、4本塁打、10打点を記録した。
2019年はA級ウェストミシガン・ホワイトキャップスで126試合に出場して打率.221、7本塁打、40打点を記録した。
2022年はA+級ウェストミシガンで開幕を迎えた。シーズン途中にAA級エリー・シーウルブズへ昇格。2チーム合計で打率.270、20本塁打、58打点を記録した。オフにルール・ファイブ・ドラフトでの流出を防ぐために40人枠に登録された。
2023年はAAA級トレド・マッドヘンズで開幕を迎えた。8月21日にメジャーへ昇格。同日のシカゴ・カブス戦に出場してメジャーデビューを果たした。26日にヒューストン・アストロズ戦では、9回裏にサヨナラとなる3点本塁打を記録した。
2024年はヤンキースとのリトルリーグ・クラシックに出場。タイガースのサヨナラ勝ちに貢献した。

## 詳細情報

### 年度別打撃成績
| 年 度    | 球 団    | 試 合 | 打 席 | 打 数 | 得 点 | 安 打 | 二 塁 打 | 三 塁 打 | 本 塁 打 | 塁 打 | 打 点 | 盗 塁 | 盗 塁 死 | 犠 打 | 犠 飛 | 四 球 | 敬 遠 | 死 球 | 三 振 | 併 殺 打 | 打 率 | 出 塁 率 | 長 打 率 | O P S |
| -------- | -------- | ----- | ----- | ----- | ----- | ----- | -------- | -------- | -------- | ----- | ----- | ----- | -------- | ----- | ----- | ----- | ----- | ----- | ----- | -------- | ----- | -------- | -------- | ----- |
| 2023     | DET      | 37    | 145   | 125   | 19    | 29    | 4        | 2        | 3        | 46    | 13    | 8     | 1        | 0     | 1     | 17    | 1     | 2     | 37    | 0        | .232  | .331     | .368     | .699  |
| 2024     | DET      | 82    | 298   | 270   | 39    | 66    | 12       | 6        | 9        | 117   | 28    | 9     | 4        | 1     | 1     | 25    | 0     | 1     | 76    | 0        | .244  | .310     | .433     | .743  |
| MLB：2年 | MLB：2年 | 119   | 443   | 395   | 58    | 95    | 16       | 8        | 12       | 163   | 41    | 17    | 5        | 1     | 2     | 42    | 1     | 3     | 113   | 0        | .241  | .317     | .413     | .730  |

- 2024年度シーズン終了時

### 年度別守備成績
| 年 度 | 球 団 | 中堅（CF） | 中堅（CF） | 中堅（CF） | 中堅（CF） | 中堅（CF） | 中堅（CF） |
| 年 度 | 球 団 | 試 合      | 刺 殺      | 補 殺      | 失 策      | 併 殺      | 守 備 率   |
| ----- | ----- | ---------- | ---------- | ---------- | ---------- | ---------- | ---------- |
| 2023  | DET   | 36         | 88         | 0          | 0          | 0          | 1.000      |
| 2024  | DET   | 82         | 193        | 0          | 1          | 0          | .995       |
| MLB   | MLB   | 118        | 281        | 0          | 1          | 0          | .996       |

- 2024年度シーズン終了時

### 背番号
- 22（2023年 - ）